# کارل پرانتل (مجسمه‌ساز)
کارل پرانتل (انگلیسی: Karl Prantl; ۵ نوامبر ۱۹۲۳ – ۸ اکتبر ۲۰۱۰) مجسمه‌ساز اهل اتریش بود.